# Textový editor
Jako textový editor nebo jen editor se označuje program (aplikace), který slouží k psaní prostého textu bez formátování. Prostý text lze přirovnat k textu psanému na psacím stroji. Naproti tomu textové procesory pracují s formátovaným textem, který může obsahovat různé druhy písma (fontů), upravené nadpisy, zarovnání textu ap.
Textové editory se využívají k práci s nenáročným textem. Dále jsou běžně využívány v informatice např. pro úpravu konfiguračních souborů, zdrojových kódů pro počítačové programy a podobně. Časté je také využití pro psaní textu doplněnému formátovacími značkami, podle kterých se text při následném počítačovém zpracování dle zvoleného značkovacího jazyka zformátuje. Příkladem jsou značkovací jazyky HTML a XHTML, tzn. jazyky internetových stránek.

## Název
Pojem textový editor se používá i v jiném významu. Označuje se jím zjednodušený textový procesor, který má jen málo funkcí, a odlišuje se tak od textových procesorů s mnoha pokročilými funkcemi, což jsou textové procesory v užším významu. V takovém případě se rozlišují tři typy aplikací:
1. editory – slouží k psaní prostého textu (např. Poznámkový blok, PSPad),
2. textové procesory (v širším významu) – slouží k psaní formátovaného textu:
  1. textové editory – mají jen základní (jednoduché) funkce a nejsou příliš uživatelsky přívětivé (např. Text602, AmiPro),
  2. textové procesory (v užším významu) – mají množství pokročilých funkcí a jsou uživatelsky přívětivější než textové editory (např. MS Word, LibreOffice Writer).

V tomto článku je pojem textový editor používán pro aplikace pro psaní prostého textu a pojem textový procesor je používán v širším významu, tedy pro jakékoliv aplikace pro psaní formátovaného textu.
Pojem editor se rovněž používá v jiném významu, a to ve významu širším, kdy se jím označují všechny druhy aplikací sloužících k vytváření a úpravám (editacím) dokumentů, tedy kromě textových editorů a textových procesorů zahrnuje například též grafické editory.

## Historie
Předtím, než existovaly textové editory, byl text pomocí děrovacího stroje vyděrován do speciálních karet. Tyto lepenkové karty byly následně vloženy do čtečky. Magnetické pásky nebo diskové soubory, které byly touto metodou vytvořeny, však často neměly znaky oddělující záznamy. Alternativou ke kartám se tedy později staly papírové pásky, kde se díky tzv. teleprinterům daly použít speciální znaky označující konec záznamu.
Za první textové editory lze považovat terminály bez displeje, podobné psacímu stroji. Příkazy byly prováděny do souboru na imaginární místo nazývající se kurzor. Kontroly textu se zpravidla prováděly pravidelným tištěním malých částí souboru a následným vytištěním celého souboru. V některých textových editorech poté bylo možné pomocí speciálních příkazů posouvat kurzor a následně i měnit text.
Když se poté začaly vyrábět terminály s obrazovkami, společně s nimi vznikly vizuální editory, které se staly lehce dostupné. Jeden z prvních takových editorů byl O26, který byl vytvořen pro řadu počítačů CDC 6000 v roce 1967. Dalším, zřejmě známějším editorem z dávné doby, je editor vi, který napsal v roce 1976 Bill Joy pro unixový operační systém BSD. Textový editor Emacs je jeden z prvních open source a free software projektů a byl portován na mnoho platforem.
Celoobrazovková editace, její rychlost a jednoduchost zapříčinila velký rozvoj terminálů.

## Příklady textových editorů
Textové editory jsou zpravidla dodávány jako součásti operačních systémů. Například Poznámkový blok v Microsoft Windows, Vim v unixových systémech, Pe v BeOSu, TeachText v původním MacOSu, TextEdit na MacOS X atd. Prostý text však vytvářejí i pokročilá vývojová prostředí.
Mezi textové editory dále patří například:
- Emacs
- TED Notepad
- Textpad
- PSPad
- Notepad++
- Bluefish

## Srovnání s textovým procesorem
Prostý text neobsahuje formátovací informace (velikost písmen, podtržení, řez písma, formátované nadpisy atd.), obsahuje pouze čitelný obsah (tisknutelné znaky a bílé znaky). Nelze v něm nic skrýt (záměrně ani omylem).
Formátovaný text naproti tomu záměrně obsahuje formátovací (nebo jiné) informace, které mění vzhled výstupu. Textový procesor vytváří pomocí WYSIWYG prostředí formátované texty, které se v současné době běžně tisknou. Mezi nejznámější patří například Microsoft Office a OpenOffice.org/LibreOffice. Profesionální sazba se vytváří pomocí složitějších DTP programů. V některých případech jsou formátovací informace uloženy v podobě čitelných značek (HTML, XML, který používají Apache OpenOffice/LibreOffice, TeX), avšak jindy jsou formátovací informace uloženy v nečitelné podobě jako binární (resp. zazipovaná) data, která neodpovídají tisknutelným znakům (soubory .doc [.docx/.docm], a i formáty jiných než textových souborů, např. .xls [.xlsx/.xlsm], .ppt [.pptx/.pptm] a další z balíku Microsoft Office – neplatí pro OOXML).